# その時までサヨナラ
『その時まで、サヨナラ』は、2008年4月30日に文芸社より刊行された山田悠介の小説。山田悠介初の純愛ロー・ファンタジーである。
2010年2月14日に、WOWOWのオリジナルドラマ製作プロジェクト・ドラマWの作品として映像化され放送された。

## あらすじ
大手出版社に勤める森悟は、すべてを犠牲にして仕事に打ち込んできた。妻子とは別居し、離婚を待つばかりだった悟のもとに、突如舞い込んだ列車事故の知らせ。妻は亡くなり、一人息子である裕太は奇跡的に無傷ではあったが、心に大きな傷を負ってしまう。裕太は自分になつこうとせず、仕事の邪魔になるとしか思えない悟は、裕太を義理の両親に預けようとする。ところが、「妻の親友」と名乗る宮前春子が現れ、事態は思わぬ展開を見せはじめた。

## 登場人物
森 悟（もり  さとし）
大手出版社に勤める敏腕編集者。家庭より仕事を優先させてきたので妻子とは溝がある。
森 亜紀（もり あき）
別居していた悟の妻。福島で地震による列車脱線事故に巻き込まれ命を落とす。
森 裕太（もり ゆうた）
悟の一人息子。亜紀とともに事故に遭うが奇跡的に助かる。
宮前 春子（みやまえはるこ）
亡くなった亜紀の同僚で親友。亜紀の死後、悟に料理・洗濯・子育ての仕方を教える。
神崎 一恵（かんざき かずえ）
地震発生後に行方不明になる。人気霊能者。

## 書籍情報
- 単行本：2008年4月[1]、ISBN 9784286000107（文芸社）
- 文庫本：2012年2月[2]、ISBN 9784286119649（文芸社 文芸社文庫）

## テレビドラマ
WOWOWのオリジナルドラマ製作プロジェクト・ドラマWの作品として製作され、2010年2月14日に放送された。

### キャスト
- 森悟：北村一輝
- 宮前春子：栗山千明
- 森亜紀：清水美沙
- 森裕太：長島暉実
- 川田紀子：大塚シノブ
- 中森幸夫：若林豪
- 中森多恵：銀粉蝶
- 森稔：北見敏之
- 後藤田夏夫：河相我聞
- 竹内猛：佐戸井けん太
- 浄命寺の住職：寺田農

### スタッフ
- 原作：山田悠介
- 監督：初山恭洋
- 脚本：旺季志ずか
- 音楽：田中拓人
- プロデューサー：井上衛（WOWOW）、代情明彦